# Kazárok

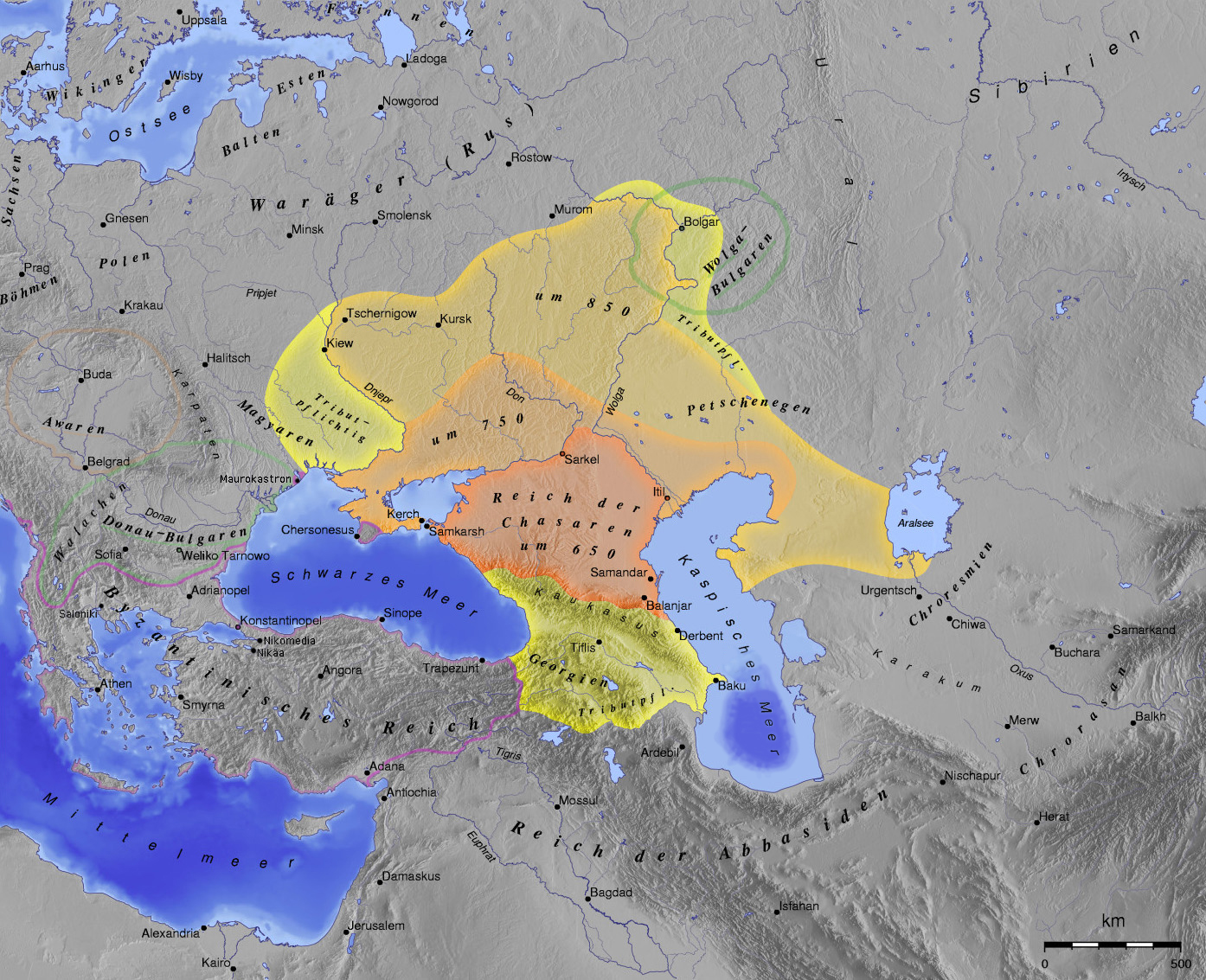
A Kazár Birodalom területe 650-850 között

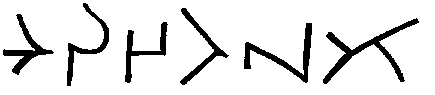
Kazár rovás a 10. századi kijevi levél elnevezésű rovásemléken, melyet a kagán helyettese írt, akinek a méltóságneve »ilik« volt. Jelentése: Olvastuk. Ilik

A kazárok közép-ázsiai eredetű török nyelvű nép voltak, a 7. századtól a 10. századig a kelet-európai sztyeppén a Kazár Birodalom vezető népe. Birodalmuk fennhatósága alá tartoztak az onogur-bolgárok mellett a magyarok is, akikre államszervezetük hatást gyakorolt. Valószínűleg a mai csuvasok vagy a kazárok, vagy az onogur-bolgárok leszármazottai. De a kazár nyelvről alig van valami hagyatékunk, mindössze néhány tucatnyi törzsnév, személynév és földrajzi név. 
A hagyományos tengrizmus folyamatos gyengülésével a kazár köznép a 8. század második felétől 9. század elejéig terjedő időszakban a muszlim  vagy keresztény vallást kezdett el követni, míg a kazárok vezető elit rétege – talán korabeli geopolitikai megfontolásból – viszont új vallásként a judaizmust választotta. Egyes 19. század végén keletkezett spekulatív elméletek szerint az askenázi (kelet-európai) zsidóság a kazároktól származik, ezeket a feltevéseket azonban genetikai vizsgálatok megcáfolták, és bizonyították, hogy a zsidóság a nyelvrokonaihoz a sémi népekhez áll közel genetikai értelemben. A kazárok a 13. századtól beolvadtak a környező török népekbe, identitásuk és etnikumuk ezzel megszűnt.

## Nevük és eredetük
A kazárok elnevezése a különböző nyelvű forrásokban: arab خزر; török hazar; perzsa خزر; orosz хазар; tatár хäzär; héber כוזרי kuzari; középgörög μαζαροισ;χαζάρος (khadzarosz); latin gazarus. A kazár nép őshazája Közép-Ázsia volt. Sokáig gátolta és tévútra vitte nevük értelmezését, hogy a kazár névalakot, azaz a szóközi z-t tartották elsődlegesnek, azonban a terhi és tezi türk rovásírásos ujgur feliratok felfedezése egyértelművé tette, hogy a kazárok török neve a kaszar volt. A kaszar egy török Kaszar személynév alakon keresztül Iulius Caesar nevére megy vissza, ami a perzsa Keszar alakból a véghangsúlyos törökben vált Kaszar-rá. A Kaszar ismert személynév volt a törökök között, 739-ben egy gandhárai török uralkodó lemondott fia javára, akinek neve From Keszar volt, ahol From Róma nevének iráni alakja. De Kaszar volt Dzsingisz kán öccsének a neve is,
vagy egy ujgur hercegé, akiből később kagán lett.
A kazár népnév tehát azt jelenti, hogy Kaszar (népe), de nem tudjuk ki volt ez a Kaszar. Személynévnek és méltóságnevek népnévvé válása nem túl gyakori, de vannak rá más példák. A jabgu címből is lett népnév és az üzbégek neve is az Arany Horda uralkodója Üzbeg kán nevéből származik. A gandharai From Keszar nevét a tibetiek Phrom Ge-szar alakban vették át, de náluk 'türk', azaz dru-gu Ge-szarként is szerepelt és egy tibeti eposz hőse lett. Ezt az eposzt a mongolok is átvették, mint Geszer-eposzt.
A kínai források az ujgurok törzsei között említik a kaszar nevű törzset, de csak a 8. századtól. Vita folyik arról, mi az összefüggés az ujgurok és a kazárok között. Nem elképzelhetetlen a kazárok egy csoportja – például II. Marván kalifa 737-es támadása idején – keletre menekült és csatlakozott az ujgurokhoz, akik a Türk Birodalom felszámolása után vették át a hatalmat a keleti sztyeppén. Ha így történt, akkor az ujgurok nem lehetnek a kazárok ősei.
Priszkosz rétornál, pontosabban az ő mások által másolt kézirataiban szerepel egy akatziroi népnév, amire megpróbálták visszavezetni a kazárok nevét. Ennek eredeti alakja azonban akatir – ahogy ez a megbízhatóbb kéziratokban elő is fordul –, és krónikamásolóknál a latin ti>ci hangváltás után lett belőle akatziroi. Az akacir alak először Iordanesnél és Cassiodorusnál fordul elő.  Érdekes, hogy Priszkosz az akatzirokat hunoknak, illetve szkítáknak nevezi, de ezzel feltehetően az életmódjukra, nem a származásukra utalt. Az akatzir–hun, illetve akatzir–kazár rokonság elmélete a kutatás jelenlegi szintjén nem támogatható.
555-ben egy Zakariás rétorhoz csatolt szír forrás a következőképpen sorolja fel a Kaukázustól északra élő nomád népeket: ongur (onogurok), ogur (ogurok), szabir (szabirok), burgar/bulgar (bolgárok), kurturgur (kuturgurok), abar (avarok), kaszar (kazárok), sarurgur (saragurok), dirmir, bagirszik, kvaliz (kálizok), abdel, eftalijt (heftaliták).
Ez hihetően közvetíti, hogy az avarok három évvel a türköktől elszenvedett vereségük után már a Kaukázusnál voltak, ahogy a nem sokkal korábban ugyancsak keletről elűzött különféle ogurok is. És ez a forrás említi itt a kazárokat is. Korábban ezt a forrást a kazár/kaszar ejtési probléma miatt nem vették figyelembe, de hitelesnek bizonyult, miután a kaszar alak elsőbbsége bebizonyosodott.
Sebeos örmény történetíró 661 körül a kazárokat eftalitának (tetal) nevezi.

## A kazárok nyelve
A qasar-qazar formák alapján, korábban feltételezték, hogy a kezdetben bolgár-török nyelven beszélő kazárok nyelvcserén mentek keresztül, melynek során köztörök nyelvet vettek fel. Ligeti Lajos véleménye azonban az, hogy a kazárok nyelvének csuvasos vagy köztörök nyelvek közé való sorolása ezen bizonyítékok alapján nem dönthető el. 
Később azonban Ligeti kibővített anyag átvizsgálása után úgy látta, hogy a kazárok valószínűleg egy csuvasos (r típusú, ogur) nyelvet beszéltek, ahogy az onogurok. Alátámasztja ezt a Balhit folytató Isztahri azon állítása is, hogy a kazárok nyelve a volgai bolgárokéhoz áll a legközelebb.

### A kazárok írása

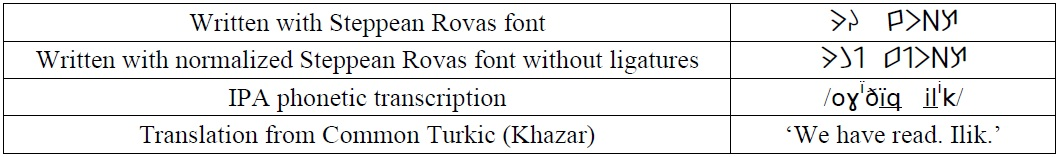
Kijevi levélben található steppei rovás szöveg átírása Magyar fordításban: Elolvastuk. Ilik

A steppei rovás elnevezése jelenleg is tudományos viták tárgya, alternatív elnevezések: Don-Kubán írás, Volga-Don írás, kazáriai rovás. A steppei rovás a rovásíráscsaládba tartozik.

## Történetük

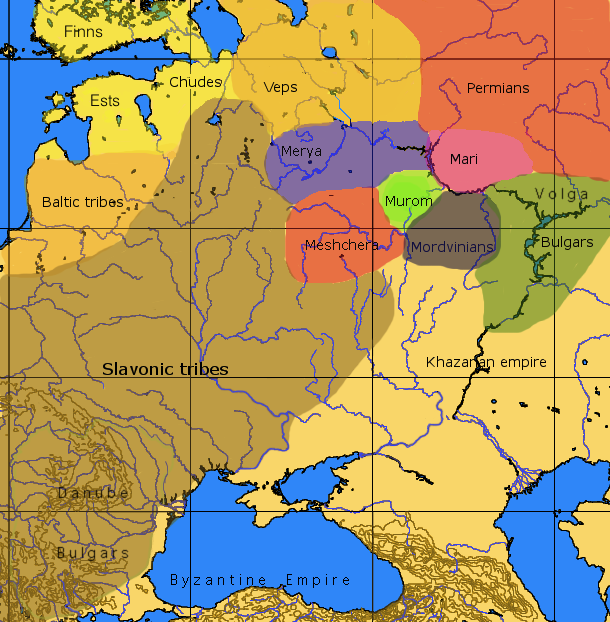
Kelet-Európa a 9. század elején

Az első biztos adatnak az tűnik Zakariás rétor alapján, hogy 555-ben a kazárok, azaz kaszarok már a Kaukázustól északra voltak az ekkor ott domináns szabirokkal és onogurokkal együtt, valószínűleg a Türk Birodalom megalapítása (551) űzte őket ide keletről.
620-ban Hérakleiosz császár megnyerte a kazárokat szövetségesül a perzsa Szasszanida Birodalom ellen, és ők 40 ezer katonával vonultak Tiflisz ostromára. Vezetőjüknek ekkor a dzsebgu azaz jabgu cím járt, ami az ekkorra már felbomlott egységes Türk Birodalom idején a nyugati türkök részuralkodójának – közülük elsőként Isteminek – rangja volt. A nyugati türk uralkodó ekkor viszont már a kagán címet viselte. A kazárok fontos városai Balandzsar és Szamandar voltak.
630-ban a kazárok függetlenítették magukat a nyugati türköktől és uralkodójuk felvette a kagáni címet – első említése 652/653-ból ismert – és ezzel létrejött a Kazár Birodalom. Kuvrat ugyanekkor hozta létre tőlük északra az onogur-bolgár birodalmat. Kuvrat 650 körüli halála után a kazárok 670-re a magyarok segítségével felszámolták Kuvrat államát, ezután az onogur-bolgárok helyére – Etelközbe – a magyarok költöztek, a bolgárok pedig kétfelé vándorolva megalapították Volgai Bolgárországot és az Dunai Bolgár Birodalmat. A kazár uralom a Krímig, a még bizánci birtok Herszónig ért.
Szíriai Mihály 1199 előtt írta krónikáját bizánci és középperzsa források alapján. Ebben három testvér – Hazarig, Bulgariosz és Pugur–, három nép – a kazárok, bolgárok és ogurok – őse szerepel. A romlott Pugur a helyes Wugur alakból olvasható ogurnak. Bulgariosz népe elvándorol a Dunához, míg a másik két nép az alánok földjére, Bersziliába ment, a Kaukázus északi előterébe. Ezek a 670-es évek eseményei, amikor az onogur-bolgár birodalom felbomlása után a bolgárok nyugatra mentek, a kazárok és az ogurok pedig ezek szerint együtt alakították meg a Kazár Birodalmat.
A 8. század elején a kazárok beavatkoztak a Bizánci Birodalom trónharcaiba. A szászánida Irán összeomlása és iszlamizálása után a kaukázusi térség a hagyományosan érdekelt Bizánc és a terjeszkedő arabok harcának kereszttüzébe került. A 7–8. század az egymást követő arab hadjáratok kora. Ezekben a harcokban a kazárok a bizánciak hű szövetségesei voltak, a közös érdek állította őket egy csatasorba az arabok ellen. Gyakori hadjáratok folytak a Kaukázus déli részén, Arméniában és Azerbajdzsán-ban, változó sikerrel. Az arabok több alkalommal betörtek kazár területre is, maga Derbent 710–711-ben és 713–714-ben arab kézre jutott.
737-ben vereséget szenvedtek az Omajjád II. Marván kalifától és hatalmuk átmenetileg meggyengült. Egy részük, a kabarok (kabarok) valószínűleg ekkor csatlakoztak a magyarokhoz, a magyarok egy része viszont a volgai bolgárokhoz.[forrás?] Ekkoriban, a 8. század vége felé, kazár belharcok során térhettek át a kazárok vezetői a zsidó hitre, s a kabarok ennek a belharcnak a vesztesei lehettek.
798-ban sikerült lezárni a háborút az arabokkal. A hosszú harcokban a kazárok végül kimerültek, így Transzkaukáziáról is le kellett mondaniuk. De az arabok csak a Kaukázusig jutottak el. A kazárok védelmi harcainak a világtörténelmi jelentősége az, hogy feltartóztatták az arab hullámot, s az iszlám terjedésének éppúgy egy hatalmas hegylánc, a Kaukázus vetett gátat a Földnek ebben a térségében, akárcsak Európában a Pireneusok akadályozták meg a további iszlám-arab expanziót.
A magyarok ekkor már nyilván önállósultak a kazároktól, csak így fogadhatták be a kazárok egyes csoportjait, nyilván a nyugaton élőket, akik a Don és a Dnyeper között laktak. Sok történész véleménye szerint ezen hatalmi átrendeződés miatt építhették Sarkel erődjét a Don alsó folyásánál 838-ban.[forrás?] A 9. század végétől azután a besenyők, az úzok és a Kijevi Rusz támadásai alaposan legyengítették a kazárokat. A kaganátus jellemző módon muszlim zsoldosokat alkalmazott, egyes néptöredékeinek kiválása miatt demográfiailag is legyengülhetett, kereskedelmi útvonalait pedig a 10. században önállósuló Volgai Bolgárország és a varég-normann, majd kijevi expanzió zilálhatta szét. A Kijevi Rusz uralkodója, Szvjatoszláv végleg átvette a kazároknak alávetett keleti szláv népek adóztatását, sőt rövid ideig Bulgáriát is elfoglalta (968), ami jól mutatta, hogy a kazárok a 10. század második felére kiszorultak a kelet-európai nagypolitikából.
A kazároknak Szvjatoszláv támadásai adták meg a kegyelemdöfést (965), míg a birodalom addigi maradékát a Bizánci Birodalom a 11. század elején számolta fel végleg.

## Vallásuk
Az uralkodó réteg és a nomádok nagy része a sztyeppék hagyományos világképét őrizték, de bizánci hatásra a kereszténység, az arabok révén pedig az iszlám is megjelent. A 7–8. században mindkét nagy világvallás elterjedt a Kaukázusban s a Kazár Birodalomban, de az uralkodó réteg megmaradt régi sztyeppei vallásánál. A birodalom erősödésével a két nagyhatalomtól, Bizánctól és az araboktól való függetlenségük demonstrálására egyre nagyobb szükség volt ideológiai téren is. Feltehetőleg a 8. század utolsó negyedében a kazár kagán és környezete felvette a zsidó vallást, s megtette államvallásnak. Valami hasonló történt itt, mint ami az Ujgur Birodalomban a manicheizmus felvételekor. Mindkét esetben olyan vallásra esett az uralkodó választása, amely lehetővé tette a környező nagyhatalmaktól való ideológiai elhatárolódást. Az eltérő kor, terület és népesség azonban nem tesz lehetővé további analógiákat.

### Tengrizmus
A kazárok vallása a 7. században a sztyeppén általánosnak mondható tengrizmus volt, amit Izrajel, a kaukázusi albánok püspöke jól leírt, miután 681 körül meglátogatta a kazárokat. A leírás az örmény Movszesz Daszhuranci szövegében maradt ránk.
A kazárok eredetileg természetvallást követtek, égitesteket és az elemeket és természeti erőket imádva. Később aztán mind az iszlám, mind a zsidó vallás is meghonosodott, sőt az utóbbi irányadó vallássá lett – ezt követték a fejedelmek és főtisztek –, anélkül azonban, hogy a többi vallást (keresztények, nazarénusok) üldözte, vagy elnyomta volna. A nép harcias volta mellett szorgalmas földművelő, halász és kereskedő volt. A hajózáshoz nem értettek, de a hozzájuk szállított árukkal kereskedtek, és különösen Bizánccal állandó összeköttetésben álltak. Lakásaik könnyen szállítható sátrak voltak, kivéve a három nagy székvárost, melyek közül az egyikben a király, a másikban a királyné lakott. Voltak falvaik is, amelyekben a telet töltötték, míg tavasszal hol nyájukat legeltették, hol ismét gyümölcsösüket gondozták. A halottak tiszteletére tort rendeztek, sírjuk fölé nagy halmot emeltek, és arra annyi követ helyeztek, ahány ellenséget az elhunyt életében megölt.

### Kereszténység
A 7. századtól a kereszténység jelentős befolyásra tett szert. Ez részben a kaukázusi keresztény albánok térítő tevékenységének volt köszönhető. De a Krímben is voltak kolóniák, ahol volt onogur püspökség, valamint az ott élő gótok is keresztények voltak. A bizánci képrombolások éppen vesztes irányzatai is rendre a Krímbe menekültek, ahol kazár uralom alatt békében élhettek. 860-ban Cirill és Metód a kazároknál járt és sikerült a legenda szerint kétszáz kazárt megtéríteniük.
682-ben Izrajel püspök leírja, hogy „keresztény templomok épültek a hunok országában", beszámol a hunok Derbendtől északra fekvő fővárosáról, „a fénypompás Varachanról", amelynek utcái, terei vannak, ahol „ügyes ácsok" dolgoznak, akik egy állatmotívumokkal díszített hatalmas keresztet is állítottak; ötvöseik arany- és ezüstszobrokat készítenek.

### Iszlám
737-ben az arabok elől a Volga mellett északra menekülő, de végül elfogott kagán áttért az iszlámra, ez az áttérés azonban nem bizonyult tartósnak.
Ibn Fadlán szerint a muszlimok Dar al-Babunadzsban leromboltak egy zsinagógát, ezért a kazár uralkodó leromboltatta a főváros mecsetjét, és megölette a müezzint.
A kazár államszervezetben mind nagyobb szerepet játszó hvárezmiek muszlimok voltak, s meg is tartották vallásukat. Elöljárójukat hazinak hívták, ami az arab kadzi kazár változata. A hvárezmi muzulmánokat Magyarországon kálizoknak hívták. A kazár hadseregben nagy szerepük volt a muszlim zsoldosoknak.

### Judaizmus
Feltehetőleg a 8. század utolsó negyedében a kazár uralkodó és környezete felvette a zsidó vallást, s megtette államvallásnak. Elterjedt nézet, hogy a zsidó vallás nem volt térítő vallás, a valóság ennél árnyaltabb. Az 1. évezred vége felé két irányzat alakult ki a zsidók között. A „spanyol” szefárdok mereven ellenezték a térítést, míg a „francia-német-kijevi” askenázik inkább pártolták. Korábban is volt példa idegen etnikumok áttérésére. A Krisztus körüli időkben a Moszul környéki szír királyság, Adiabéné (szír Edajab) uralkodóháza és népe tért át, hogy biztosítsa függetlenségét a Római Birodalom és a Pártus Birodalom között. A 6. században a jemeni uralkodóház is politikai okokból, a keresztény Etiópiától – az Akszúmi Királyságtól – való távolságtartás céljából tért át. A kazárok áttérése több lépcsőben zajlott. Maszúdi szerint az első megtérés Hárún ar-Rasíd alatt (786–809) történt. A kazár zsidó hagyomány szerint az első áttérő 730 körül Bulan kagán volt, de a vallás csak harmadik utóda, Obadija alatt kezdett terjedni, 800 körül. Aquitaniai Druthmar szerint 864-ben a kazárok mind a judaizmust követték, de éppen ez a legvitatottabb kérdés. Ibn Ruszta szerint a kazár király, a vezetők és főemberek mind zsidó, a többiek viszont a türkökéhez hasonló vallásúak. Az áttérők mellett voltak zsidó bevándorlók, menekültek is a Krímben Fanagoriában és Szamkarszban, egy kisebb diaszpóra pedig az Észak-Kaukázusban. A menekülők száma 943-ban megnőtt, amikor Rómanosz Lekapénosz erőszakkal kezdte téríteni a zsidókat. De mindezek után sem volt a zsidó vallásúak száma jelentős a teljes lakossághoz képest.
A judaizmus felvétele sikeres lehetett kifelé, a kazár önállóság demonstrálására, de a Kazár Birodalom belső szempontjából nem hozta meg a várt eredményt. A judaizmus etnikai jellegű vallás, nem véletlen, hogy a prozelitizmus olyan ritka jelenség zsidó vallásos talajon. A judaizmus egyetemes üzenetei csak a judaizmus népi kereteit túllépő keresztény univerzalizmusban valamint a judaizmust és kereszténységet sok ponton magába építő – bár egyénileg építkező – iszlámban szólalhattak meg. Ezért nem véletlen a kereszténység és az iszlám világméretű elterjedése sem. Végső soron a judaizmus nem erősítette, hanem gyengítette a különböző társadalmi rétegek és a különböző népek közötti összetartozás érzését. A judaizmus feltételezhetően főképp a kazár elitre terjedt ki, ugyanakkor éppen a kagánok szakrális megölése mutatja, hogy a zsidó hitre térés nem számolta fel teljesen a korábbi vallási tradíciókat.
Zsidók a Kaukázusban már régóta éltek, elsősorban Perzsiából érkeztek az ottani sorozatos üldözések elől, ahol pedig igen régi, az ókortól folyamatosan jelenlevő zsidó diaszpóra élt. A judaizmus felvételével megjelent a héber írásbeliség a kazároknál, bár ennek csak szerény emlékei maradtak fenn. A kazárok áttérésének egyik legfontosabb forrása éppen a héber nyelvű, ún. József kazár kagán levele, amelyben a kazár uralkodó válaszol egy őt kérdező hispániai zsidó (Menáhem ben Szaruk) levelére, amelyet 1577-ben publikált Jichak Akris talmudista. A jelentős emlék a 10. században keletkezett.

## A kazár továbbélés kérdése
A kazárok zsidósága mind a korabeliek, mind az utódok képzeletét igen foglalkoztatta. Annyira, hogy két 20. századi különös elmélet is keletkezett ezzel kapcsolatban. Mindkettő tudományosan bizonyítatlan és valószínűtlen, de ismertségük miatt említést érdemel.
Az egyik elméletet Ananiasz Zajączkowski lengyel professzor képviselte a két világháború között. Szerinte a zsidó kazárok nem tűntek el nyomtalanul a történelemben, hanem a mai karaitákban élnek tovább. A karaiták egy ma Lengyelországban és Litvániában élő pár ezres kis török nyelvű népcsoport, mely a zsidó vallás karaita ágát vallja magáénak (csak a mózesi Tórát és a többi Ószövetségi iratot ismerik el hitük vezérfonalának (Tanakh), szemben a rabbinisztikus zsidósággal, amelynek tanításai a Talmudban is le vannak fektetve). A karaiták a késő középkorban, a 14. században és az után kerültek jelenlegi lakóhelyeikre a Krímből való áttelepítések révén. Azon túlmenően, hogy a kazárok zsidósága valószínűleg a rabbinisztikus irányzathoz tartozott, a kazárok és karaiták közötti időbeli távolság és az adatok hiánya lehetetlenné teszi, hogy ezt az elméletet bizonyítsuk.
A másik elmélet felelevenítője Arthur Koestler magyar, vagy még inkább „osztrák–magyar” zsidó származású újságíró, aki A tizenharmadik törzs című művében nagy invencióval igyekezett bizonyítani, hogy a kelet-európai ún. askenázi zsidóság az egykori kazárok leszármazottaiból áll. A jól megírt, sok érdekes részletet tartalmazó könyv alapgondolata azonban téves: az ott leírtakkal ellentétben a kelet-európai zsidóság kétségkívül az európai német nyelvterületről kiűzött középkori zsidóság leszármazottaival azonosítható.
Az elméletben azonban lehet részigazság. A léviták látták el a zsidó vallásban a szakrális feladatokat. A léviták egyik ágából, a kohaniták közül kerültek ki a jeruzsálemi templom papjai, a többi lévita pedig segédpapként segítette őket. A lévita státusz apai ágon öröklődik, betérők ma nem juthatnak hozzá, de a kazárok tömeges áttérése kivételt jelenthetett. Az askenázikra és a szefárdokra is kiterjedő Y-kromoszóma-vizsgálatok érdekes tényt tártak fel az 1990-es években – a táblázat 1998-ban a Nature-ben jelent meg. Az askenázi nem kohanita léviták 30%-a rendelkezik egy olyan genetikai markerrel, amely sem az askenázi kohaniták, sem az askenázi nem léviták, sem az akármilyen szefárdok között nem fordul elő. Ez esetleg a kazárok áttérésére utalhat, ahol a régi pogány kazár papság, a kvamok, lévita státuszt nyerhettek és utódaikat eszerint ma az askenázik között találhatjuk. Később felfedezték, hogy az askenázi leviták az R1a-Z93 haplocsoport közel-keleti ágából származnak, az R1a-M582-nek nevezik, amely nagyon különbözik a kazár ágaktól.
Más források is őt igazolják: „A Pesten született világhírű írónak, Arthur Koestlernek mégis igaza lehet: új genetikai vizsgálatok alapján a ma élő zsidóság 90 százaléka csak kis részben közel-keleti, azaz szemita eredetű. A kelet- és közép-európai zsidók inkább kaukázusi népekkel rokoníthatók. Ezzel gyakorlatilag megdőlt az antiszemitizmus genetikai alapja.”
A legnagyobb genetikai vizsgálat, amelyet harminc genetikus, tizenhárom egyetem és kilenc ország részvételével végeztek el, nem talált semmi bizonyítékot a kazárok és az askenázi zsidók közötti genetikai összefüggésre, és újra megerősítette az askenázi zsidók közel-keleti származását.

## Régészeti hagyatékuk
Egyrészt ismerték a héber írást, másrészt pedig nomád örökségükként a türk rovásírásnak valamilyen helyi változatát. Az utóbbi írással több emlék is fennmaradt Kazária területéről, de ez az írás a mai napig megfejtetlen. Így a kazár történelem esetében is főleg külső forrásokra vagyunk utalva. Ezért különösen nagy szerepet kap a kazár történelem megismerésében a régészet. Az orosz és szovjet régészek révén az egykori kazár területen sok jelentős ásatás folyt, s ezek nyomán a fejlett kazáriai földművelésről és városi kultúráról egyre megbízhatóbb ismeretekkel rendelkezünk. Az egyik legjelentősebb ásatás, melyet a jeles orosz-szovjet tudós, Mihail Artamonov vezetett, a 834-ben bizánci segítséggel épült Szarkel várát tárta fel a Don jobb partján. A régészeti feltárások alapján mind világosabb képet nyerünk a szarmata–alán alapokra építkező, különböző belső-ázsiai nomád hatásokat is magába olvasztó kazáriai anyagi kultúráról.